# Пуятс, Янис
Янис Пуятс (латыш. Jānis Pujats; 14 ноября 1930, Пуяты, Латвия) — латвийский кардинал. Архиепископ Риги с 8 мая 1991 по 19 июня 2010. Кардинал in pectore с 21 февраля 1998 по 21 февраля 2001. Кардинал-священник с титулом церкви Санта-Сильвия с 21 февраля 2001.

## Биография
В 1948 году окончил школу в Резекне и поступил в католическую семинарию в Риге. 29 марта 1951 года рукоположён в священники. Работал в приходах Риги. Преподавал в Духовной семинарии и был консультантом архиепископа Рижского и секретарём литургической комиссии.
С 1972 года — капеллан Его Святейшества. В 1979—1984 годах — генеральный викарий в курии Рижской епархии. В 1984 году, по требованию советских властей, оставил должность в курии и работал простым священником. 8 мая 1991 года назначен архиепископом Риги.
1 июня 1991 года рукоположён в архиепископы. 21 февраля 1998 года возведён в кардиналы in pectore. 21 февраля 2001 года объявлен на консистории. Кардинал-священник с титулом церкви Санта-Сильвия. Участник конклава 2005 года.
В дополнение к латышскому языку, говорит на русском, польском, литовском, немецком и латинском языках.
19 июня 2010 года было объявлено об отставке кардинала Пуятса с поста архиепископа Риги, и его преемником выдвинут Збигнев Станкевич — директор Рижского высшего института религиозных наук и духовной семинарии Рижской митрополии. До 21 августа 2010 года — дня интронизации Збигнева Станкевича, кардинал Пуятс оставался апостольским администратором Риги.
14 ноября 2010 года кардиналу Пуятсу исполнилось 80 лет и он потерял право участвовать в Конклавах.
10 июня 2019 года было опубликовано обращение "Декларация об Истинах", подписанная Рэймондом Лео Берком и некоторыми другими католическими священниками высшего чина, в том числе Янисом Пуятсом, критикующая "почти всеобщую доктринальную путаницу" и вновь подтверждающая основные традиционные учения католической церкви.
После смерти кардинала Мариана Яворского (с 5 сентября 2020 года) остаётся единственным ныне живущим кардиналом «in pectore».

## Награды
- Великий офицер ордена Трёх звёзд (30 октября 1998 года)[2].
- Великий офицер ордена «За заслуги перед Итальянской Республикой» (19 апреля 2004 года)[3].
- Командор со звездой ордена Заслуг перед Республикой Польша (12 июля 2005 года)[4].
- Почётная грамота Президента Латвии (14 ноября 2020 года)[5].
- Медаль Президента Латвии (14 ноября 2020 года)[5].